# カナカナブ族
カナカナブ族（カナカナブぞく、Kanakanavu）は、台湾原住民の一つ。漢字では卡那卡那富族と表記される。高雄市那瑪夏区に約244人が分布している。独自の言語のカナカナブ語を有す。以前はツォウ族と見做されていたが、2014年に独立した民族として認可された。